# Aubéguimont
Aubéguimont est une commune française située dans le département de la Seine-Maritime en région Normandie.

## Géographie

### Description

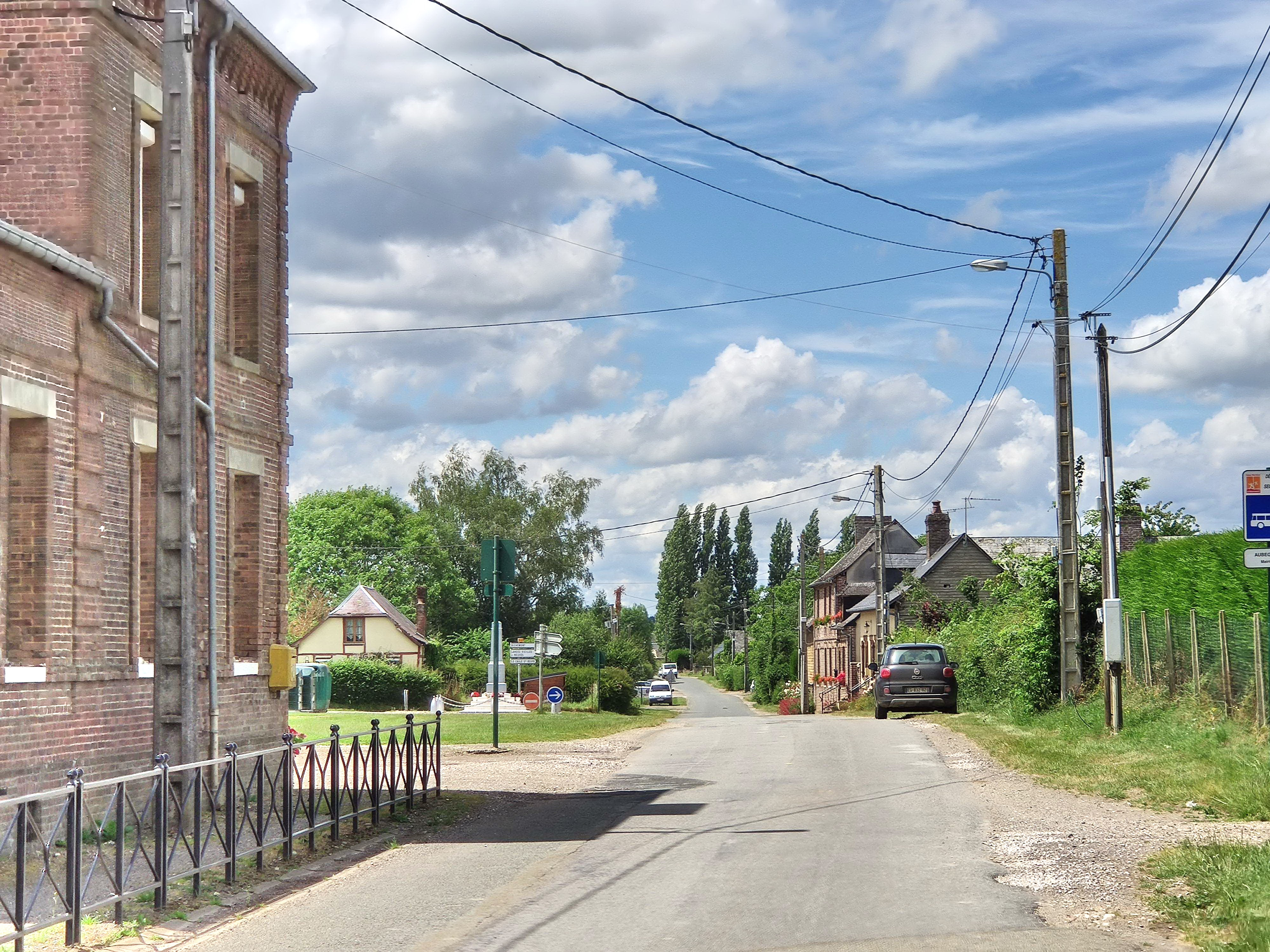
La rue Centrale, vue depuis la mairie.

Aubéguimont est un village-rue rural normand de l'« Entre Bray et Picardie » situé à 45 km au sud-est de Dieppe, 60 km au nord-est de Rouen et à 46 km d'Amiens.
La commune est limitée au sud-ouest par l'ex-route nationale 320 (actuelle RD 920) qui reliait Dieppe à Moreuil.

### Hydrographie
La commune est située dans le bassin Seine-Normandie. Elle n'est drainée par aucun cours d'eau.

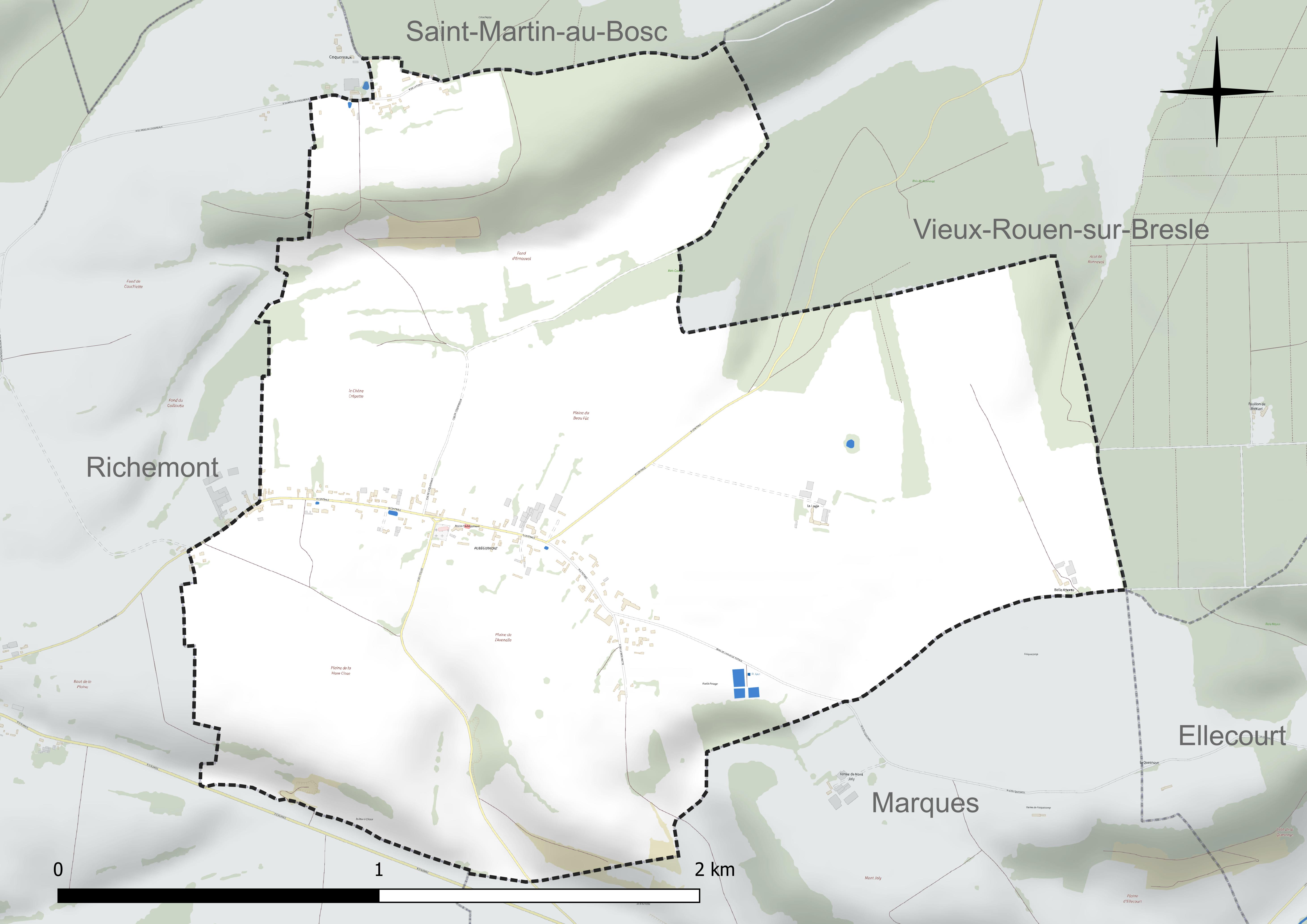
Réseau hydrographique d'Aubéguimont.

### Climat
Pour des articles plus généraux, voir Climat de la Normandie et Climat de la Seine-Maritime.
En 2010, le climat de la commune est de type climat océanique altéré, selon une étude du CNRS s'appuyant sur une série de données couvrant la période 1971-2000. En 2020, Météo-France publie une typologie des climats de la France métropolitaine dans laquelle la commune est exposée à un climat océanique et est dans la région climatique Côtes de la Manche orientale, caractérisée par un faible ensoleillement (1 550 h/an) ; forte humidité de l’air (plus de 20 h/jour avec humidité relative > 80 % en hiver), vents forts fréquents. Parallèlement le GIEC normand, un groupe régional d’experts sur le climat, différencie quant à lui, dans une étude de 2020, trois grands types de climats pour la région Normandie, nuancés à une échelle plus fine par les facteurs géographiques locaux. La commune est, selon ce zonage, exposée à un « climat contrasté des collines », correspondant au Pays de Bray, bien arrosé et frais.
Pour la période 1971-2000, la température annuelle moyenne est de 9,9 °C, avec une amplitude thermique annuelle de 14,3 °C. Le cumul annuel moyen de précipitations est de 815 mm, avec 13,7 jours de précipitations en janvier et 8,7 jours en juillet. Pour la période 1991-2020, la température moyenne annuelle observée sur la station météorologique la plus proche, située sur la commune de Bouelles à 16 km à vol d'oiseau, est de 10,7 °C et le cumul annuel moyen de précipitations est de 838,4 mm,. Pour l'avenir, les paramètres climatiques de la commune estimés pour 2050 selon différents scénarios d’émission de gaz à effet de serre sont consultables sur un site dédié publié par Météo-France en novembre 2022.

## Urbanisme

### Typologie
Au 1er janvier 2024, Aubéguimont est catégorisée commune rurale à habitat dispersé, selon la nouvelle grille communale de densité à sept niveaux définie par l'Insee en 2022.
Elle est située hors unité urbaine et hors attraction des villes,.

### Occupation des sols
L'occupation des sols de la commune, telle qu'elle ressort de la base de données européenne d’occupation biophysique des sols Corine Land Cover (CLC), est marquée par l'importance des territoires agricoles (82,8 % en 2018), une proportion identique à celle de 1990 (82,8 %). La répartition détaillée en 2018 est la suivante : 
terres arables (41,2 %), prairies (37,1 %), forêts (11,7 %), zones urbanisées (5,5 %), zones agricoles hétérogènes (4,5 %). L'évolution de l’occupation des sols de la commune et de ses infrastructures peut être observée sur les différentes représentations cartographiques du territoire : la carte de Cassini (XVIIIe siècle), la carte d'état-major (1820-1866) et les cartes ou photos aériennes de l'IGN pour la période actuelle (1950 à aujourd'hui).

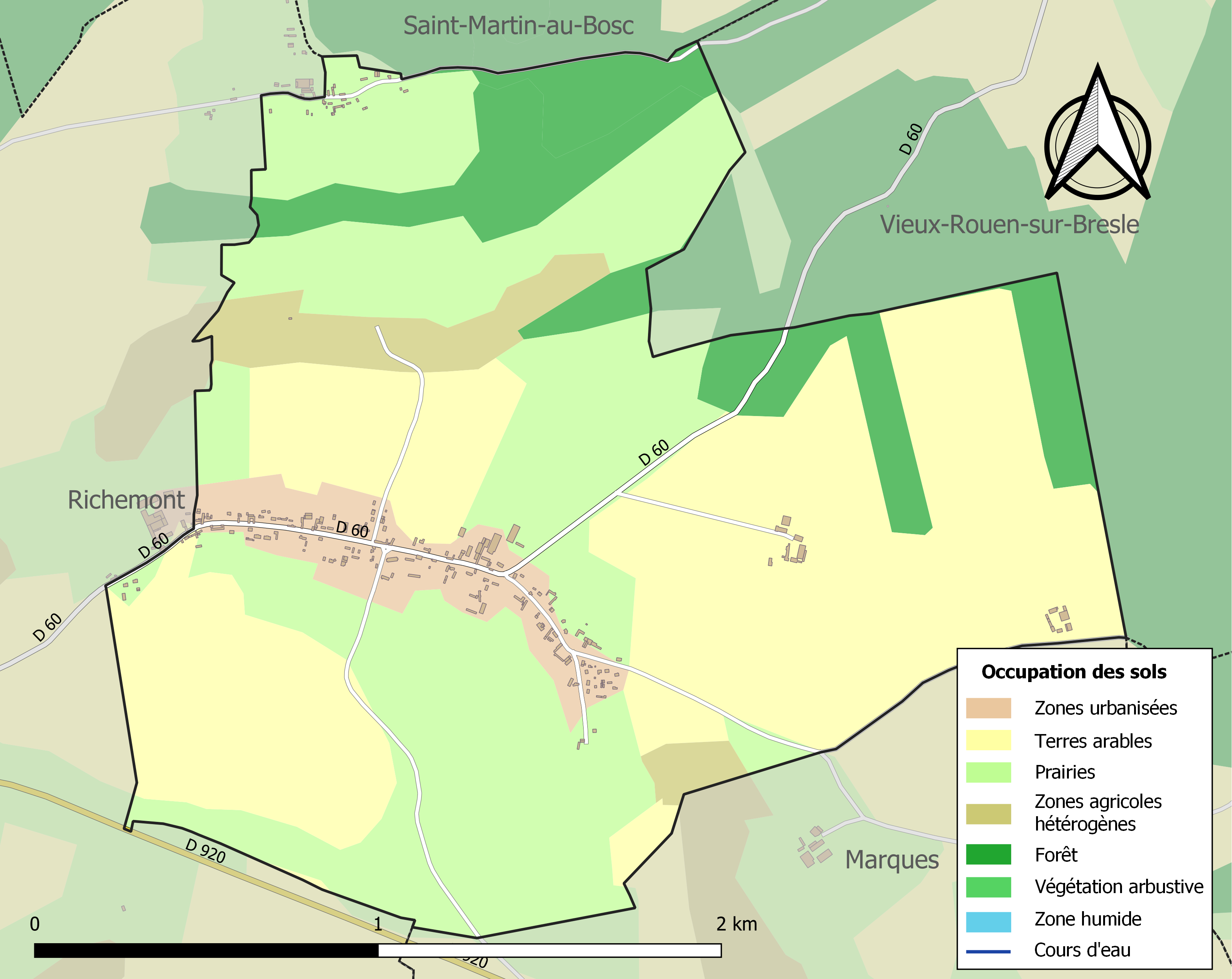
Carte des infrastructures et de l'occupation des sols de la commune en 2018 (CLC).

### Habitat et logement
En 2018, le nombre total de logements dans la commune était de 95, alors qu'il était de 89 en 2013 et de 85 en 2008.
Parmi ces logements, 86,4 % étaient des résidences principales, 6,3 % des résidences secondaires et 7,3 % des logements vacants. Ces logements étaient pour 94,6 % d'entre eux des maisons individuelles et pour 0 % des appartements.
Le tableau ci-dessous présente la typologie des logements à Aubéguimont en 2018 en comparaison avec celle de la Seine-Maritime et de la France entière. Une caractéristique marquante du parc de logements est ainsi une proportion de résidences secondaires et logements occasionnels (6,3 %) supérieure à celle du département (3,9 %) et à celle de la France entière (9,7 %). Concernant le statut d'occupation de ces logements, 81,3 % des habitants de la commune sont propriétaires de leur logement (80,8 % en 2013), contre 53 % pour la Seine-Maritime et 57,5 pour la France entière.
| Typologie                                               | Aubéguimont | Seine-Maritime | France entière |
| ------------------------------------------------------- | ----------- | -------------- | -------------- |
| Résidences principales (en %)                           | 86,4        | 88             | 82,1           |
| Résidences secondaires et logements occasionnels (en %) | 6,3         | 3,9            | 9,7            |
| Logements vacants (en %)                                | 7,3         | 8,1            | 8,2            |

## Toponymie
Le nom de la localité est attesté sous les formes Aubenni au XIIe siècle, Albegnimont en 1228.

## Histoire
En 1225, la comtesse Alix d’Eu, veuve du comte Raoul II, donne l’église de cette paroisse, nouvellement érigée en cure, à l’abbaye Saint-Michel du Tréport, qui conserva jusqu'à la Révolution française, la nomination et présentation (droit de patronage) à la cure (paroisse) du village.
Aux XVIIe et XVIIIe siècles, des fabriques d'étoffes dites « serges d'Aumale » existaient sur la paroisse.

## Politique et administration

### Rattachements administratifs et électoraux

#### Rattachements administratifs
La commune se trouve depuis 1926 dans l'arrondissement de Dieppe du département de la Seine-Maritime.
Elle faisait partie depuis 1793 du canton d'Aumale. Dans le cadre du redécoupage cantonal de 2014 en France, cette circonscription administrative territoriale a disparu, et le canton n'est plus qu'une circonscription électorale.

#### Rattachements électoraux
Pour les élections départementales, la commune fait partie depuis 2014 du canton de Gournay-en-Bray
Pour l'élection des députés, elle fait partie de la sixième circonscription de la Seine-Maritime.

### Intercommunalité
Haudricourt était membre de la communauté de communes du canton d'Aumale, un établissement public de coopération intercommunale (EPCI) à fiscalité propre créé fin 2001.
Dans le cadre de l'approfondissement de la coopération intercommunale prévu par la loi portant nouvelle organisation territoriale de la République (Loi NOTRe) du 7 août 2015, cette intercommunalité a fusionné avec sa voisine pour former, le 1er janvier 2017, la communauté de communes interrégionale Aumale - Blangy-sur-Bresle dont est désormais membre la commune.

### Politique locale
En 2019, plus d’un tiers du conseil municipal ayant démissionné, des élections municipales complémentaires ont été organisées dimanche 12 mai 2019, qui ont conforté la position du maire élu en 2014, Jacky Baudon. Celui-ci, qui avait parrainé la candidature de Marine Le Pen lors des élections présidentielles de 2017, a annoncé son intention de briguer un nouveau mandat lors des municipales de 2020 et a été réélu maire à l'unanimité par le nouveau conseil municipal constitué dès le premier tour.

### Liste des maires
| Période   | Période                   | Identité                 | Étiquette | Qualité                                 |
| --------- | ------------------------- | ------------------------ | --------- | --------------------------------------- |
| 1800      | 1804                      | Jean Baptiste Cossard    |           |                                         |
| 1804      | 1808                      | Pierre François Boillet  |           |                                         |
| 1808      | 1816                      | Jean Bon Henry Beauvais  |           |                                         |
| 1816      | 1821                      | Jean Nicolas Boillet     |           |                                         |
| 1821      | 1835                      | Jean Charles Dumont      |           |                                         |
| 1835      | 1837                      | Charles Boromé Delaporte |           |                                         |
| 1837      | 1838                      | Jean François Pepin      |           |                                         |
| 1838      | 7 avril 1849              | Pierre Dumont            |           | Décédé en fonction                      |
| 1849      | 1884                      | Jean Charles Dumont      |           |                                         |
| 1884      | 1890                      | Charles Auguste Pavie    |           |                                         |
| 1891      | mai 1900                  | Eugène Gourdain          |           |                                         |
| mai 1900  | 9 juillet 1907            | Xavier Sellier           |           | Décédé en fonction                      |
| 1907      | 24 mai 1927               | M. Camille Sellier       |           | Décédé en fonction                      |
| 1927      | mai 1935                  | Henri Vattier            |           |                                         |
| mai 1935  | mai 1945                  | Hyppolite Poilane        |           |                                         |
| mai 1945  | 1951                      | Gaspard Nicolas          |           |                                         |
| 1951      | mars 1965                 | Georges Sellier          |           |                                         |
| 1965      | mars 1971                 | Marius Letout            |           |                                         |
| mars 1971 | mars 1977                 | Jules Touzard            |           |                                         |
| mars 1977 | mars 2014                 | Michel Lefrançois        |           |                                         |
| 2014      | En cours (au 4 juin 2020) | Jacky Baudon             | DVD       | Verrier Réélu pour le mandat 2020-2026, |

## Population et société

### Démographie
L'évolution du nombre d'habitants est connue à travers les recensements de la population effectués dans la commune depuis 1793. Pour les communes de moins de 10 000 habitants, une enquête de recensement portant sur toute la population est réalisée tous les cinq ans, les populations de référence des années intermédiaires étant quant à elles estimées par interpolation ou extrapolation. Pour la commune, le premier recensement exhaustif entrant dans le cadre du nouveau dispositif a été réalisé en 2004.

En 2022, la commune comptait 177 habitants, en évolution de −12,38 % par rapport à 2016 (Seine-Maritime : +0,35 %, France hors Mayotte : +2,11 %).
| 1793 | 1800 | 1806 | 1821 | 1831 | 1836 | 1841 | 1846 | 1851 |
| ---- | ---- | ---- | ---- | ---- | ---- | ---- | ---- | ---- |
| 411  | 417  | 426  | 387  | 498  | 490  | 453  | 450  | 457  |

| 1856 | 1861 | 1866 | 1872 | 1876 | 1881 | 1886 | 1891 | 1896 |
| ---- | ---- | ---- | ---- | ---- | ---- | ---- | ---- | ---- |
| 435  | 431  | 423  | 381  | 361  | 356  | 317  | 303  | 302  |

| 1901 | 1906 | 1911 | 1921 | 1926 | 1931 | 1936 | 1946 | 1954 |
| ---- | ---- | ---- | ---- | ---- | ---- | ---- | ---- | ---- |
| 265  | 263  | 252  | 184  | 191  | 183  | 184  | 196  | 188  |

| 1962 | 1968 | 1975 | 1982 | 1990 | 1999 | 2004 | 2006 | 2009 |
| ---- | ---- | ---- | ---- | ---- | ---- | ---- | ---- | ---- |
| 222  | 208  | 172  | 160  | 167  | 176  | 165  | 170  | 200  |

| 2014 | 2019 | 2022 | - | - | - | - | - | - |
| ---- | ---- | ---- | - | - | - | - | - | - |
| 201  | 187  | 177  | - | - | - | - | - | - |

### Équipements

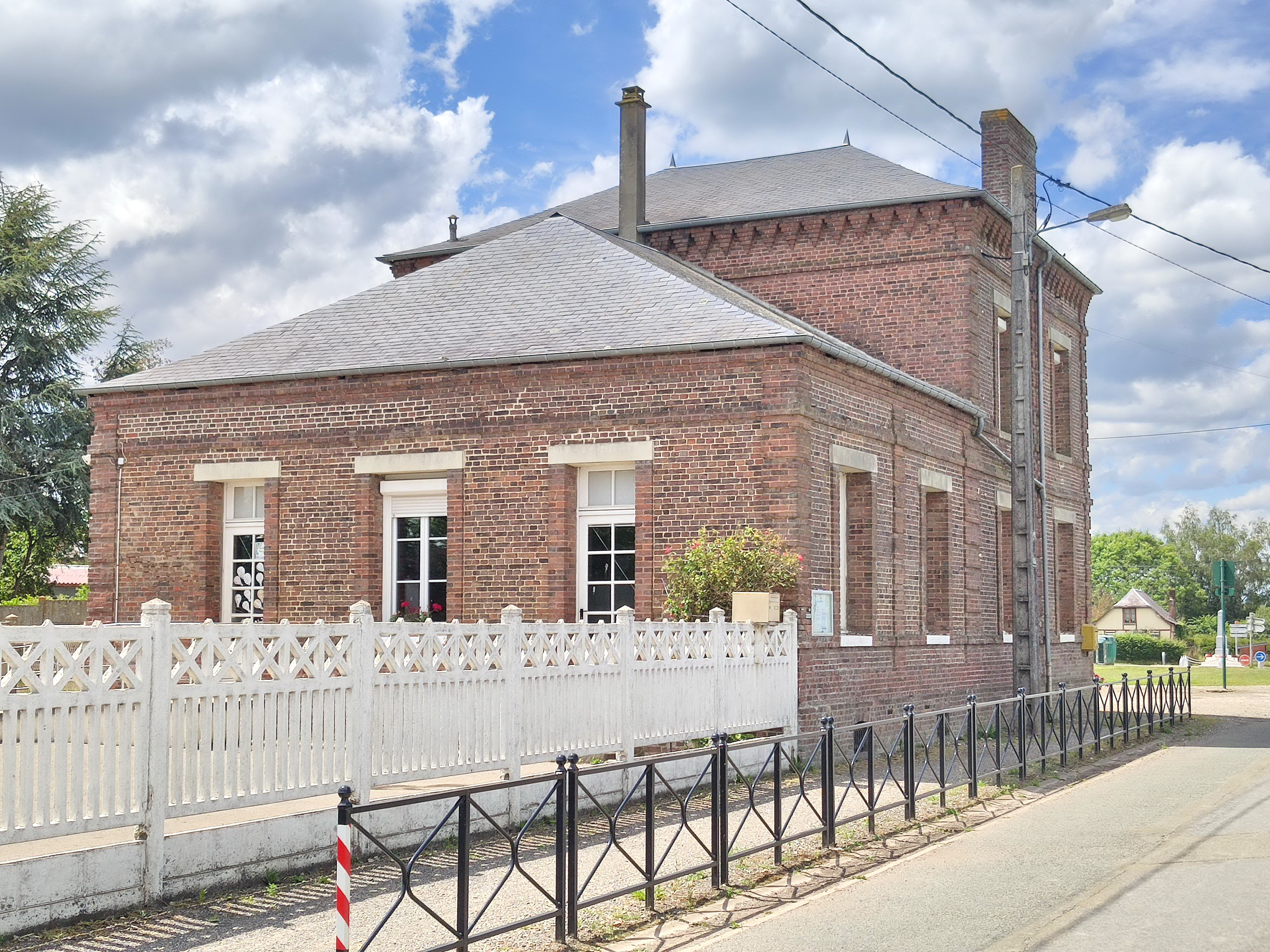
La mairie-école, côté école.

La commune dispose d'une école, utilisée par le SIVOS de l'Entente, qui anime un regroupement pédagogique intercommunal qui rassemble les élèves de Saint-Martin-au-Bosc, celle d’Aubéguimont et les deux de Richemont.
Elle s'est dotée d'une salle polyvalente en 1996, dénommée salle Michel Lefrançois, du nom de l'ancien maire de 1977 à 2014.

### Manifestations culturelles et festivités
La fête patronale a lieu l'avant-dernier dimanche de juillet.

## Culture locale et patrimoine

### Lieux et monuments

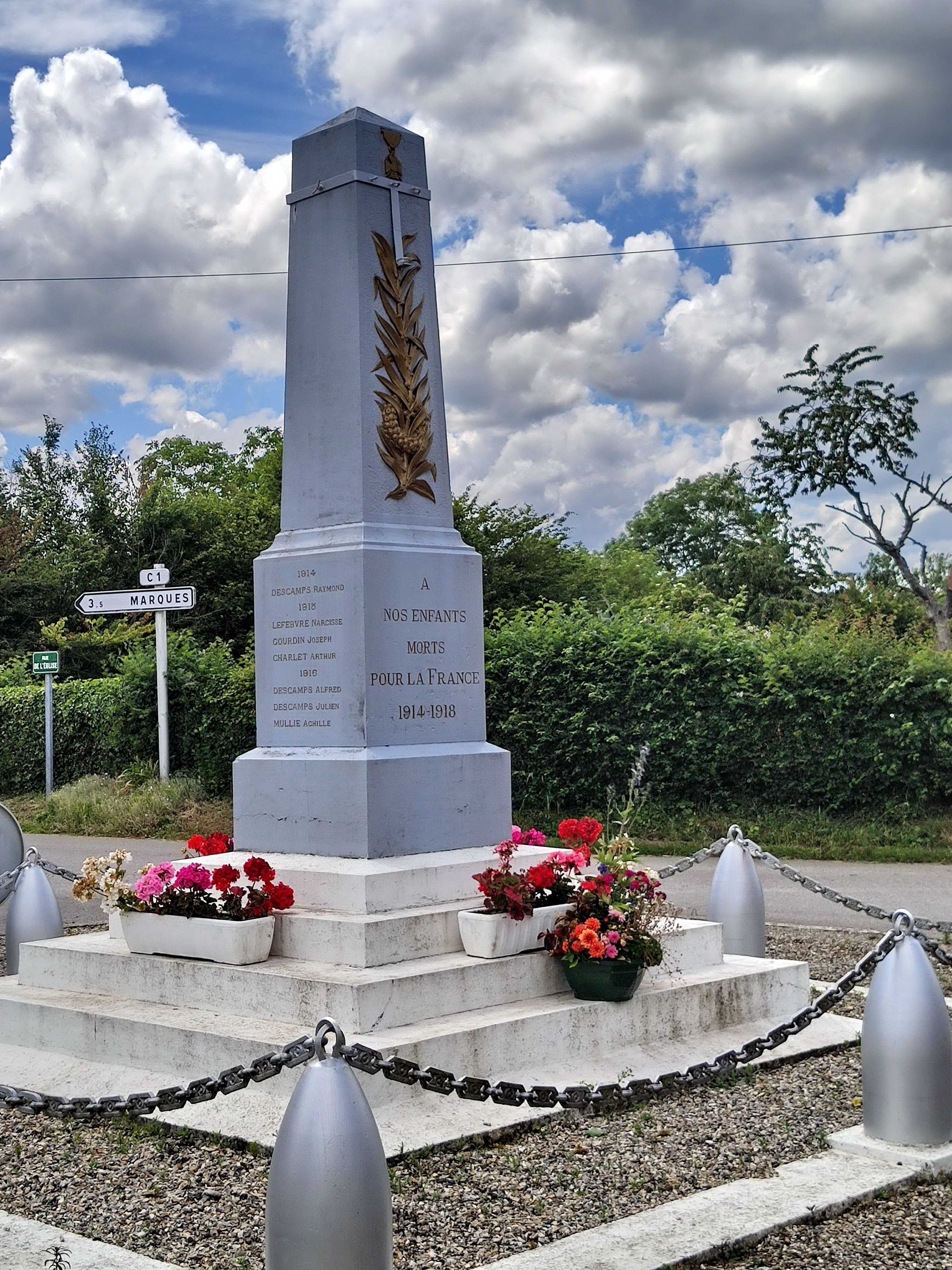
Le monument aux morts.

- Église Sainte-Catherine, avec chœur des XIIe et XIIIe siècles. L'Abbé Cochet indiquait en 1871 qu'elle « a été primitivement construite au XIIe et au XIIIe siècle. La nef a conservé son appareil en silex, ainsi que le chœur, orné au chevet d'un grand cintre encadrant trois fenêtres romanes accolées. Cette belle ouverture a été rebouchée au XVIIe siècle pour le placement d'une contre-table. Dans la nef, le XVIe siècle a ouvert une fenêtre et a posé le berceau, dont la corniche et les poutres sont en bois sculpté. Tout le reste a été modifié au XVIIIe siècle[29] ». Le chœur polygonal en brique, quant à lui, daterait du XIXe siècle et est orné d'un tableau de l’Adoration des mages datant du XVIIe siècle[30].

L'église Sainte-Catherine
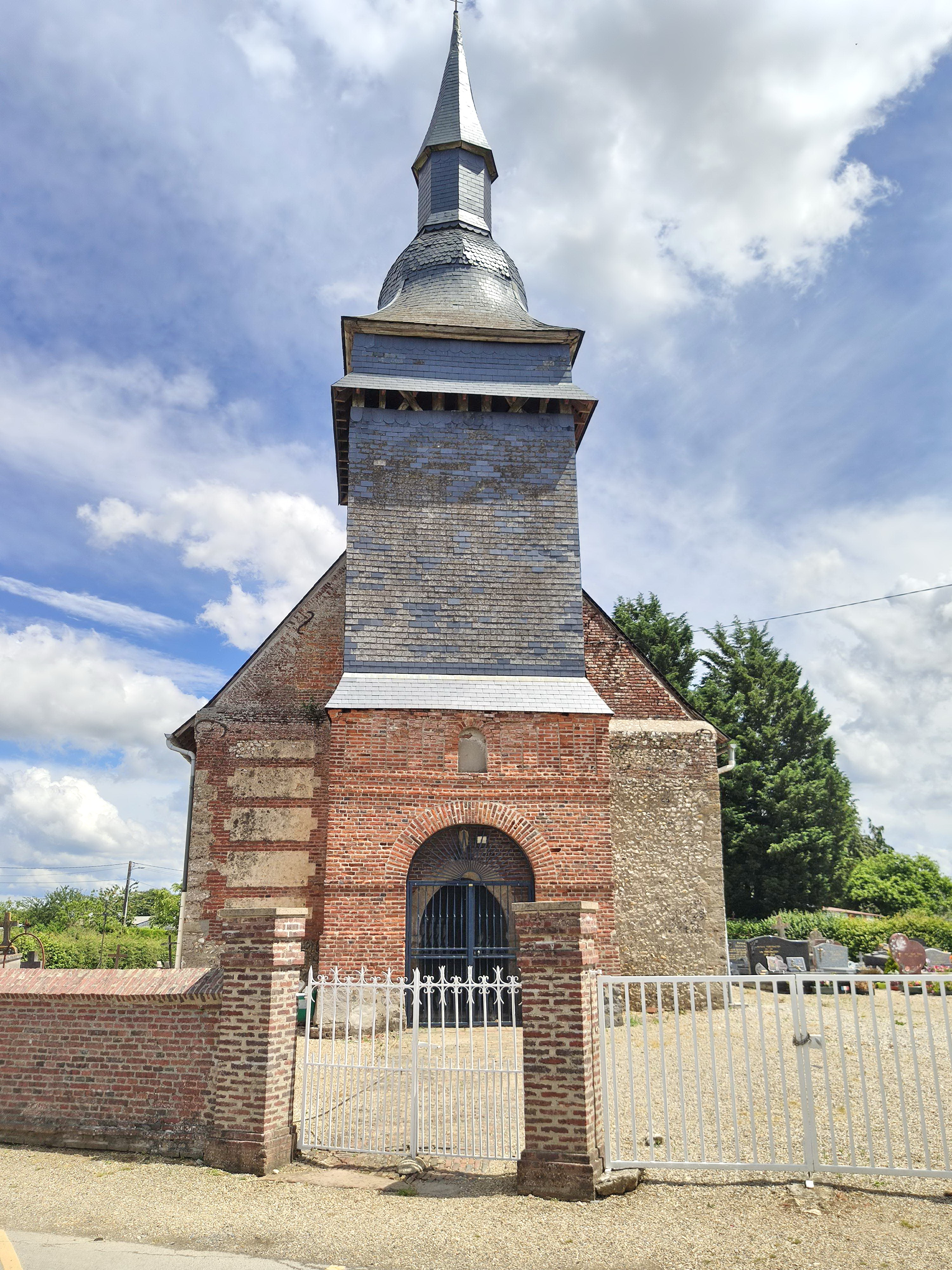
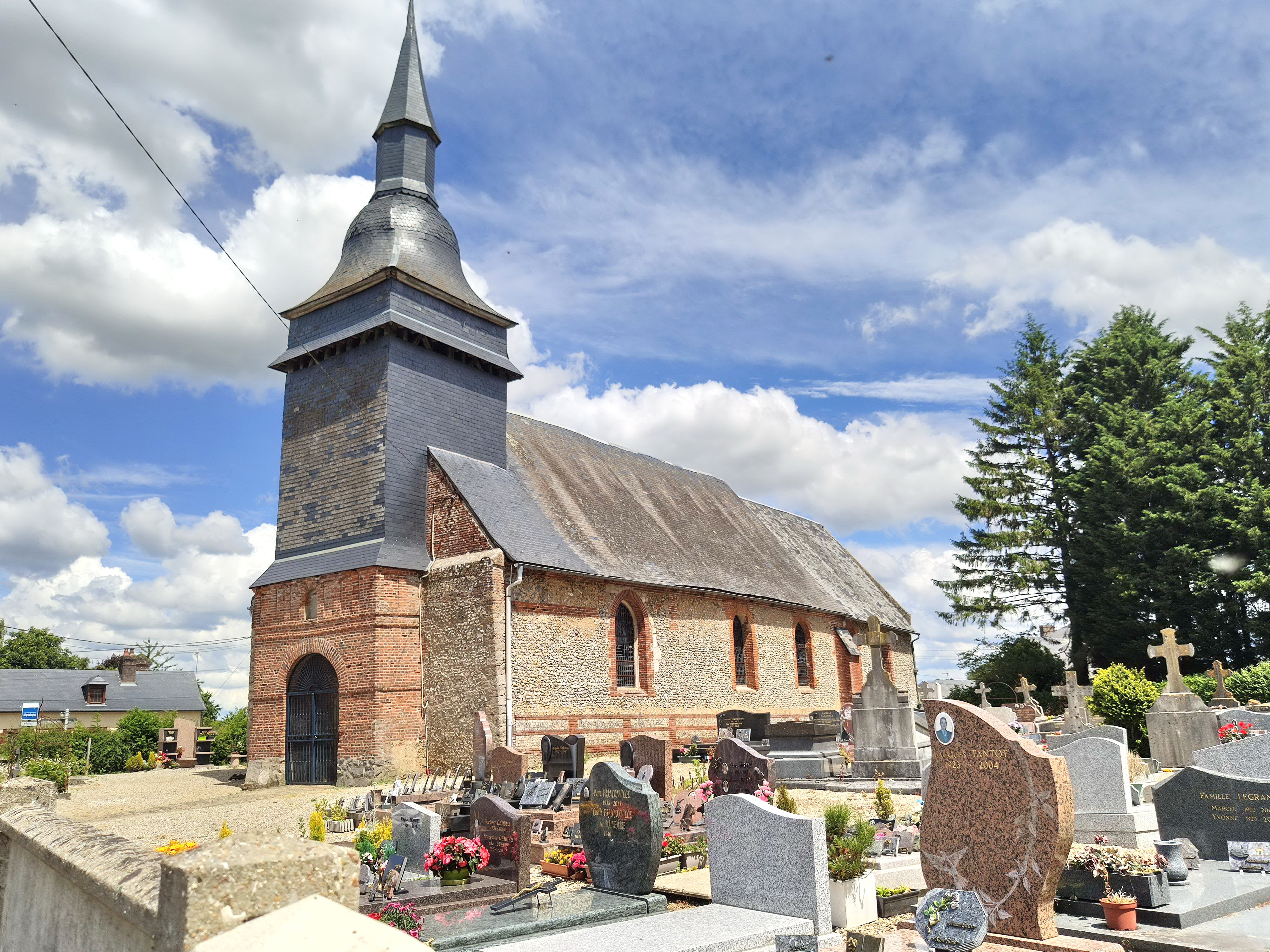
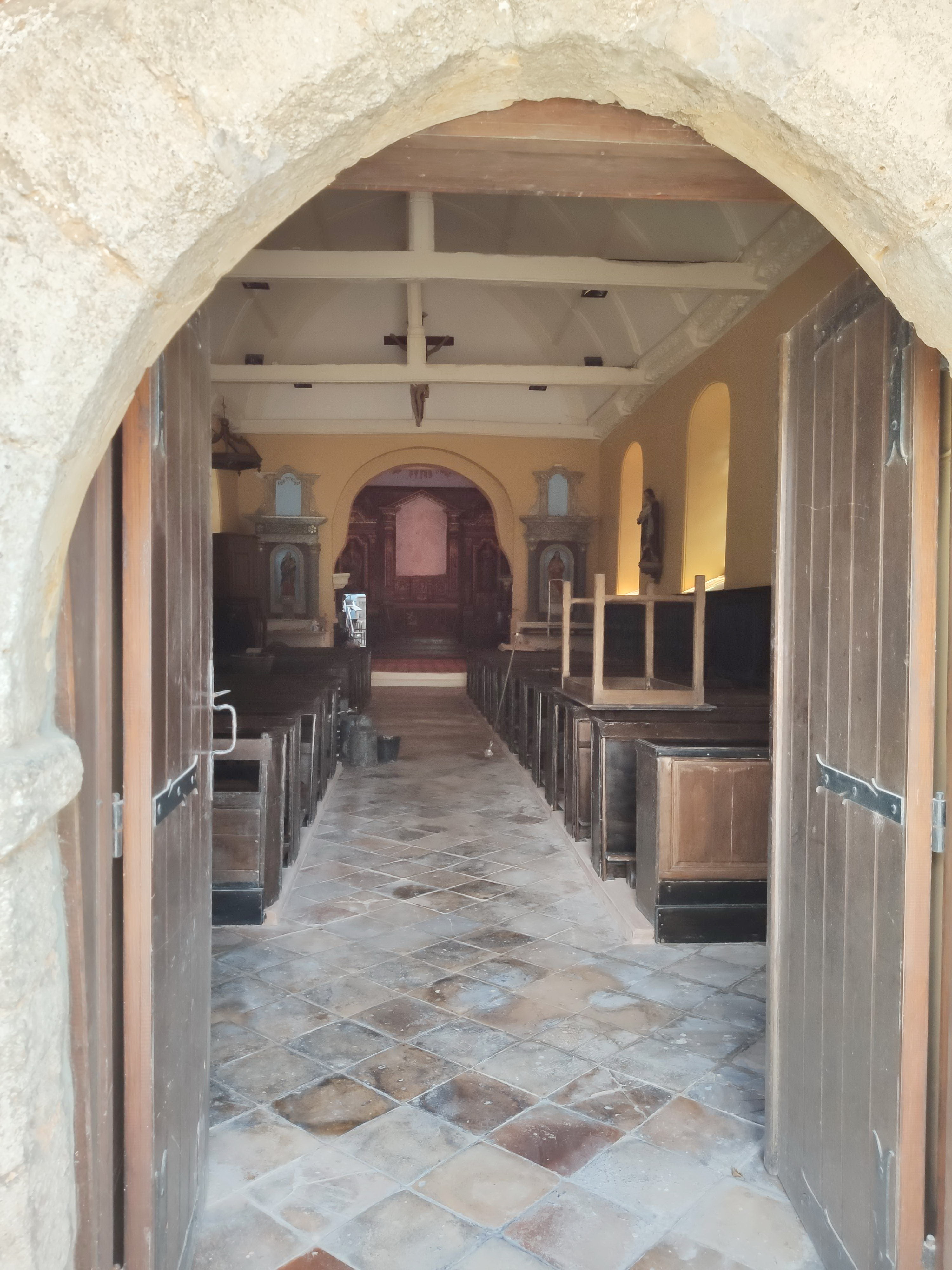
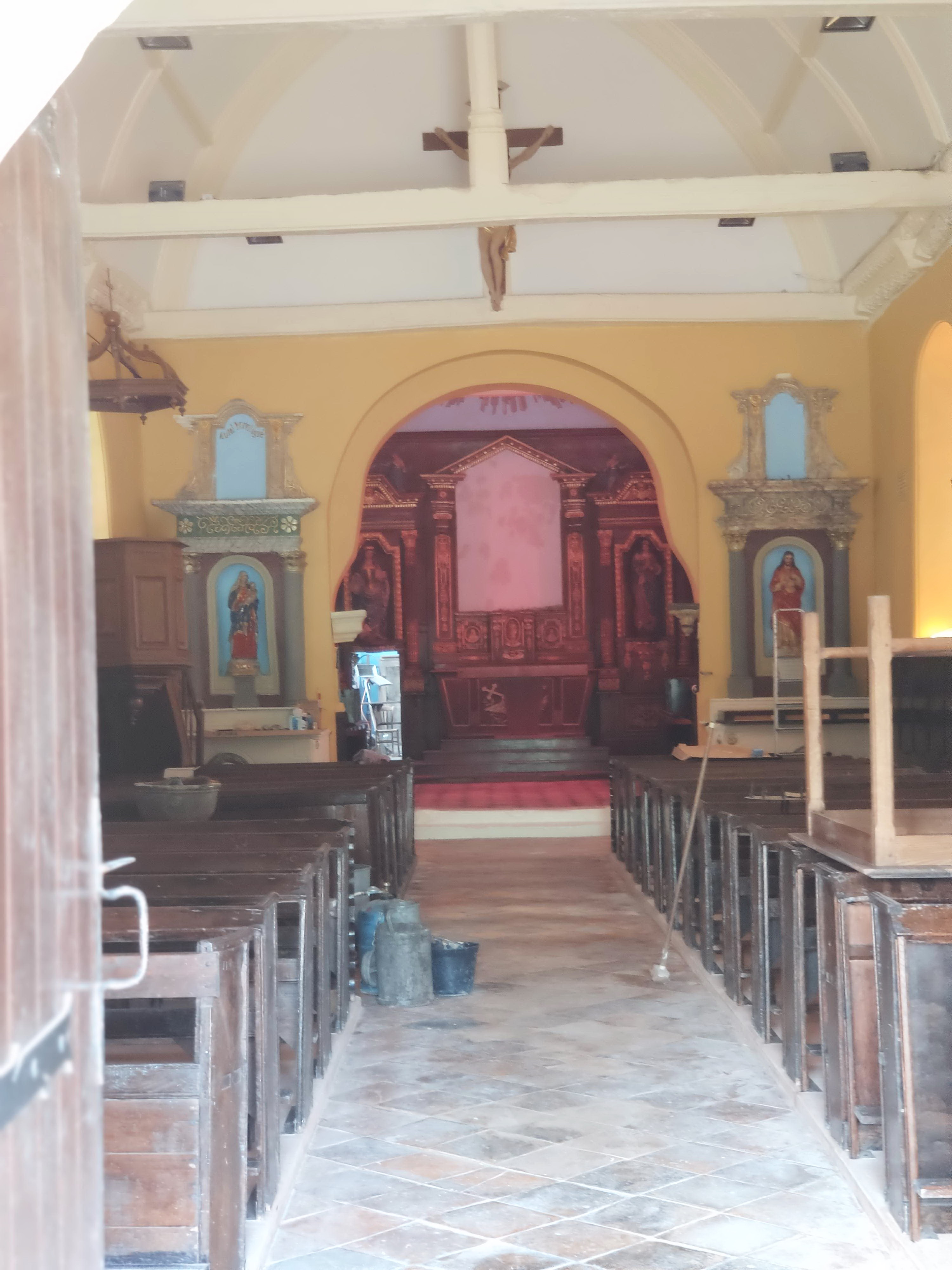

- Monument aux morts.

### Personnalités liées à la commune
- Antoine Raullet (1774-1839), sergent porte-drapeau d'infanterie de ligne, chevalier de la Légion d'honneur, né et mort à Aubéguimont[31],[32].
- Adolphe François Villerel (1816-1893), maréchal des logis de gendarmerie, chevalier de la Légion d'honneur, né à Aubéguimont[33],[32].
- Joseph Alfred Breton (1861- ?), directeur d'école publique, chevalier de la Légion d'honneur, né à Aubéguimont[34].
- Clément Paul Dupuis (1889-1961), ancien soldat au 5e bataillon de chasseurs alpins, officier de la Légion d'honneur, né à Aubéguimont[35].

### Héraldique
| Blason de Aubéguimont | Blason  | Coupé: au 1er parti au I d'azur à deux navettes d'argent passées en sautoir, au II d'or à roue de sainte Catherine de sable faillie au canton senestre du chef, au 2e de gueules à deux léopards d'or, armés et lampassés d'azur, l'un au-dessus de l'autre. |
| Blason de Aubéguimont | Détails | Les deux léopards d'or sur champ de gueules rappellent les armes de la Normandie. |